# تریش استراتوس
پاتریشیا آن استراتیژیا (به انگلیسی: Patricia Anne Stratigias) بازیگر، مدل و کشتی‌گیر حرفه‌ای اهل کانادا متولد ۱۸ دسامبر ۱۹۷۵ است که با نام تریش استراتوس، در مسابقات کشتی حرفه‌ای شرکت می‌کرد. تریش از سال ۲۰۰۰ تا ۲۰۰۶ در کمپانی دبلیودبلیوئی فعال بوده‌است. او که در ابتدا در دانشگاه یورک تحصیل می کرد تا دکتر شود انصراف می‌دهد و کار خود را به عنوان یک مدل تناسب اندام آغاز می‌کند، اواخر سال ۱۹۹۹ برای فدراسیون جهانی کشتی دبلیودبلیواف (WWF) قرارداد خود را امضا کرد و در تاریخ ۱۹ مارس ۲۰۰۰ وارد کمپانی دبلیودبلیواف می‌شود که بعدها در سال ۲۰۰۲ به (WWE) تغییر نام داد، او در اوایل کار خود، بیشتر درگیر داستان های جنسی و سرگرم کننده بود اما با افزایش محبوبیتش تجربه های زیادی بدست اورد و درحال حاضر جز برترین و بزرگترین کشتی گیرهای تاریخ این کمپانی به شمار میرود، او یک بار کمربند قهرمانی هارد کور را بدست اورد و همینطور به طور متوالی برنده ۳ دوره بیبی سال دبلیودبلیوئی شناخته شده بود. او در حال حاضر دوباره با کمپانی دبلیودبلیوئی قرارداد بسته و در راو فعالیت می‌کند. جدا از کشتی حرفه ای استراتوس روی جلد مجلات متعددی ظاهر شده و در کارهای خیریه زیادی شرکت داشته است. او همچنین یکی از داوران کاناداز گات تلنت هم بود. او اغلب به عنوان بهترین و بزرگترین کشتی گیر زن در تاریخ دبلیودبلیوئی در نظر گرفته می شود، او کمربند قهرمانی زنان دبلیودبلیوئی را در ۷ دوره و ۴۴۸ روز به اسم خود ثبت کرد و به عنوان طولانی ترین دوره هر قهرمانی زن در قرن بیست و یکم است‌. 
در سال ۲۰۱۳ او در تالار شهرت دبلیودبلیوای حضور داشت.
از او به عنوان یکی از بزرگ‌ترین کشتی گیران حرفه ای در تمام دوران یاد می‌شود